# Sei Kepayang Kiri
Sei Kepayang Kiri is een bestuurslaag in het regentschap Asahan van de provincie Noord-Sumatra, Indonesië. Sei Kepayang Kiri telt 1155 inwoners (volkstelling 2010).